# イネ馬鹿苗病菌
イネ馬鹿苗病菌（イネばかなえびょうきん、学名：Gibberella fujikuroi ）は、植物の病原菌の一つ。自らの代謝産物である植物ホルモンのジベレリンによってイネの苗が異常に成長させられるイネ馬鹿苗病を引き起こす。
属名のGibberellaはラテン語で「小さなこぶ」を意味する。